# Dichelomorpha felina
Dichelomorpha felina är en skalbaggsart som beskrevs av Gilbert John Arrow 1920. Dichelomorpha felina ingår i släktet Dichelomorpha och familjen Melolonthidae. Inga underarter finns listade i Catalogue of Life.